# 코러스 (대중음악)
코러스(Chorus)는 합창을 뜻하는 음악 용어이다. 코러스는 메인 보컬에 대비하여 사용되는 말로 메인 보컬을 하는 사람 뒤에서, 보조적으로 노래 또는 허밍 등을 하는 것 말한다. 백보컬 또는 백그라운드 보컬(Background vocal)이라고도 부른다. 또는 포크 송이나 대중가요에서 반복되는 부분을 뜻하기도 한다.

## 같이 보기
- 보컬로이드